# Janetaescincus
Janetaescincus is een geslacht van hagedissen uit de familie skinken (Scincidae).

## Naam en indeling
De wetenschappelijke naam van de groep werd voor het eerst voorgesteld door Allen Eddy Greer in 1970. De geslachtsnaam Janetaescincus is een eerbetoon aan Janet Greer, de jongste zus van Greer. De naam van zijn oudste zus Pamela werd overigens ook vereeuwigd in een geslachtsnaam; Pamelaescincus. Er zijn twee soorten, die eerder tot andere geslachten werden gerekend, zoals Amphiglossus en Scelotes.

## Uiterlijke kenmerken
De skinken hebben beduidend minder lengterijen schubben op het midden van in het lichaam in vergelijking met verwante groepen; 22 tot 24. Soorten uit de geslachten Gongylomorphus en Pamelaescincus hebben hier 30 tot 38 schubbenrijen. Daarnaast hebben de soorten uit het geslacht Janetaescincus vier vingers aan de voorpoten in plaats van vijf. Er zijn elf premaxillaire tanden aanwezig vooraan in de bovenkaak, in plaats van tien of minder zoals bij de meeste skinken.

## Verspreiding en habitat
De soorten komen endemisch voor op de Seychellen. De skinken zijn bodembewoners en graven veel in de bodem of in de strooisellaag. De soorten hebben een lage tolerantie voor gebieden die door de mens zijn aangepast. De vrouwtjes zijn eierleggend en zetten de eitjes af op de bodem.
Door de internationale natuurbeschermingsorganisatie IUCN is aan beide soorten de beschermingsstatus 'bedreigd' toegewezen (Endangered of EN).

## Soorten
Het geslacht omvat de volgende soorten, met de auteur en het verspreidingsgebied.
| Naam                            | Auteur         | Verspreidingsgebied                                                           |
| ------------------------------- | -------------- | ----------------------------------------------------------------------------- |
| Janetaescincus braueri          | Boettger, 1896 | Seychellen (Frégate, Mahé, Praslin, Silhouette)                               |
| Janetaescincus veseyfitzgeraldi | Parker, 1947   | Seychellen (Curieuse, La Digue, Félécité, Frégate, Mahé, Praslin, Silhouette) |